# PLUNA
PLUNA was de nationale luchtvaartmaatschappij van Uruguay en was gevestigd in de hoofdstad Montevideo. De maatschappij verzorgde zowel vrachtvervoer als passagiersvervoer over geheel Zuid-Amerika, vanaf zijn hub op Aeropuerto Internacional de Carrasco.
Op 5 juli 2012, slechts twee dagen na een staking van het personeel als gevolg van financiële problemen, besloot de Uruguayaanse regering om de maatschappij op te doeken. Op het moment van sluiting was de maatschappij voor 100% in handen van de regering. De taak van PLUNA als nationale luchtvaartmaatschappij is (onofficieel) overgenomen door Alas Uruguay.

## Bestemmingen
In april 2011 verbond de maatschappij Uruguay met twee bestemmingen in Argentinië, één bestemming in Chili en acht in Brazilië. Daarnaast maakte het gebruik van code sharing met de Spaanse maatschappij Iberia voor de vluchten naar Madrid en met American Airlines voor de vluchten naar Miami.

## Vloot
- 5 Bombardier CRJ900 (2012)